# Arizona-Sonora Desert Museum
Het Arizona-Sonora Desert Museum (ASDM) is een botanische tuin, dierentuin en natuurhistorisch museum met een oppervlakte van 8,5 ha. Het museum is gevestigd in Pima County (Arizona), 19 km ten westen van Tucson. Het museum richt zich op de natuurbescherming en natuurlijke historie van de Sonorawoestijn en aangrenzende ecosystemen. Er zijn botanische, zoölogische en geologische collecties. Het museum is lid van de American Association of Museums en de American Public Gardens Association. Het museum is elke dag geopend.

## Geschiedenis
Het museum is in 1952 opgericht als Arizona-Sonora Desert Trailside Museum door William H. Carr met hulp van weldoener Arthur Pack, natuurbeschermer en redacteur van Nature Magazine. Carr vond dat er te weinig kennis was bij het publiek over de Sonorawoestijn. Het museum werd gevestigd aan de westelijke flank van de Tucson Mountains, in een gebied 19 km ten westen van de huidige grenzen van de stad Tucson. Het gebied werd grotendeels ingenomen door een natuurlijk woestijnlandschap. Er stonden een aantal gebouwen, onder de naam Mountain House aangelegd door het Civilian Conservation Corps (CCC). Het museum werd op Labor Day, 1 september 1952 officieel geopend.
Het Mountain House wordt nu nog gebruikt als bezoekerscentrum. Het land waarop het museum is gevestigd is eigendom van Pima County, die het land verpacht aan het museum.

## Activiteiten
De educatieve, natuurbeschermings-, voorlichtings- en wetenschappelijke activiteiten, van het museum worden geleid door Center for Sonoran Desert Studies. Er worden educatieve programma's ontwikkeld die worden uitgevoerd in de gehele Sonorawoestijn. Ook worden er in de hele woestijn wetenschappelijke onderzoeksprogramma’s uitgevoerd en vindt er uitwisseling plaats van kennis en experts tussen het museum en verschillende Mexicaanse instituten. Ook is het museum betrokken bij verschillende beschermingsprogramma's waaronder het Species Survival Plan (SSP) van de Association of Zoos and Aquariums, een non-profitorganisatie van Amerikaanse dierentuinen waarbij het museum is aangesloten. Voor het Species Survival Plan houdt het museum zich bezig met de Mexicaanse wolf (Canis lupus baileyi) en de araprakiet (Rhynchopsitta pachyrhyncha). Het museum wil bijdragen aan de herintroductie van deze soorten in het wild. Andere onderzoeksprogramma’s waarbij zowel eigen medewerkers als externe onderzoekers betrokken zijn, betreffen een onderzoek naar de snelle afname in aantallen van de kikker Lithobates tarahumarae, ecologisch en botanisch veldonderzoek dat met name in Mexico plaatsvindt, populatiestudies van diverse plantensoorten en een groot binationaal onderzoeksprogramma met betrekking tot trekkende bestuivers.

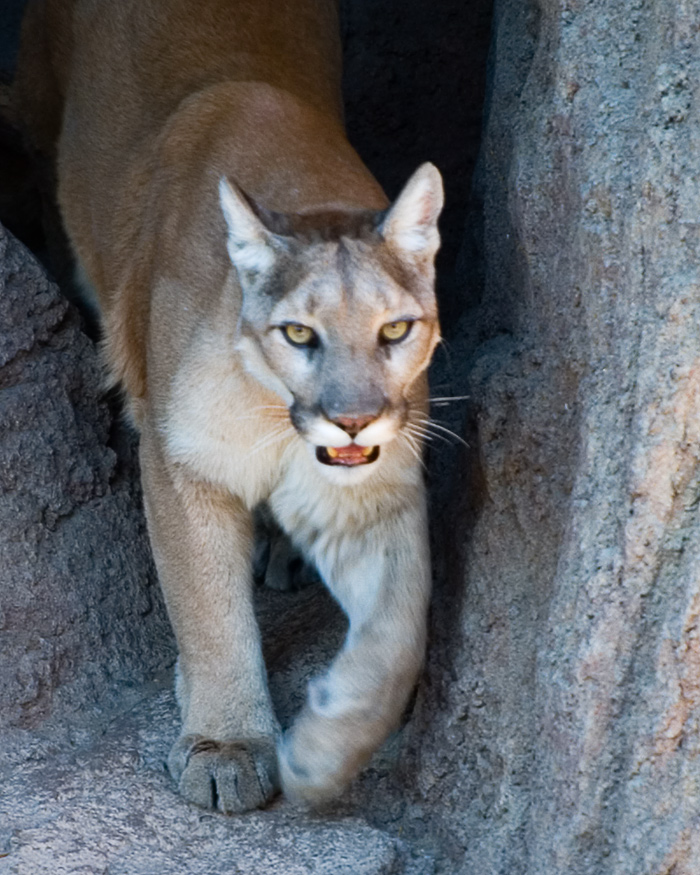
Poema

## Collectie
Het doel van het museum is om planten en dieren samen te houden om hun onderlinge relaties te tonen. Ook worden er etnologische aspecten aan het publiek getoond zoals demonstraties van mandenvlechters die worden omringd door de inheemse planten die ze gebruiken voor hun ambacht.
De collectie bestaat uit meer dan 2500 dieren (die meer dan 300 gewervelde en ongewervelde taxa representeren), meer dan 1200 geregistreerde plantentaxa, meer dan 14.000 gecatalogiseerde gesteente- en mineralenspecimens en meer dan 200 fossielen. Meer dan 175 van de planten en dieren in de collectie zijn bedreigde soorten uit de Sonorawoestijn.
Bedreigde diersoorten die in het museum worden gehouden, zijn onder meer de araparkiet; de zoogdieren Mexicaanse wolf, ocelot, margay, jaguarundi en de straalvinnige vissen Cyprinodon macularius, Gila ditaenia, Gila elegans, Xyrauchen texanus, Poeciliopsis occidentalis, Ptychocheilus lucius, Sauromalus varius en Oncorhynchus apache. Vogels die in het museum worden gehouden, zijn onder meer Amerikaanse torenvalk, blauwvleugeltaling, calliope-kolibrie, Carolina-eend, grote renkoekoek, huiswinterkoning, kabouteruil, kalkoen, kaneelkleurige taling, kardinaal, kerkuil, raaf, roodborstlijster, slechtvalk, soldatenara, waterhoen, wilde eend, wintertaling, witvleugelduif en woestijnbuizerd. Zoogdieren die hier worden gehouden, zijn onder meer Amerikaanse zwarte beer, Canadese bever, coyote, grijze vos, grote bruine vleermuis, halsbandpekari, kitvos, margay, Mexicaanse wolf, Noord-Amerikaanse katfret, oerzon, ocelot, rode lynx, poema, rivierotter, witsnuitneusbeer, witstaarthert en zwartstaartprairiehond. Amfibieën die hier worden gehouden, zijn onder meer Anaxyrus cognatus, arizonapad, brulkikker, Couch' knoflookpad, Diadophis punctatus, Lithobates yavapaiensis, Pachymedusa dacnicolor, ravijnboomkikker, roodgestipte pad, tijgersalamander, westelijke boomkikker en Woodhouses pad. Reptielen die worden gehouden, zijn onder meer boa constrictor, Crotalus viridis, Europese huisgekko, gebandeerde gekko, gilamonster, Hypsiglena torquata, luipaardleguaan, melkslang, Mexicaanse draadwormslang, padhagedis, prairieskink, sidewinder, Texaanse ratelslang en tijgerratelslang. Geleedpotigen die er voorkomen, zijn onder meer de vlinder Agraulis vanillae, monarchvlinder en rode rivierkreeft.

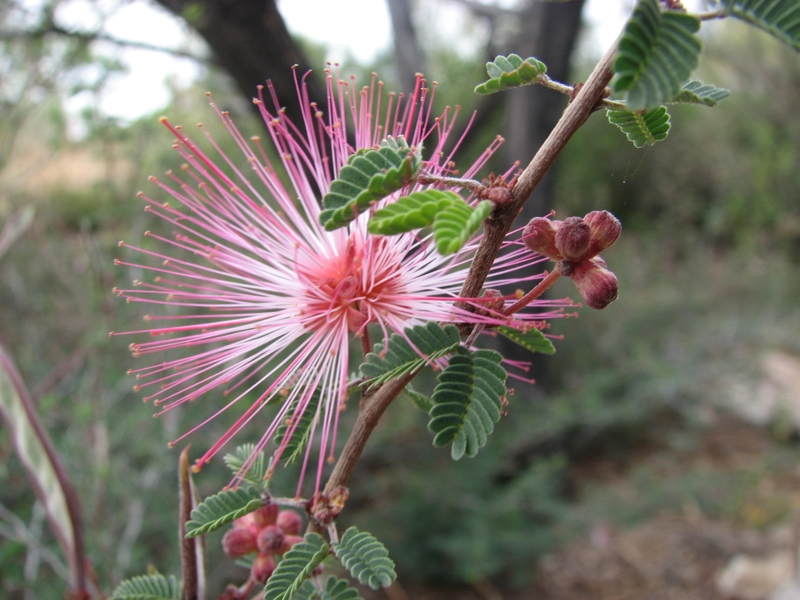
Calliandra eriophylla

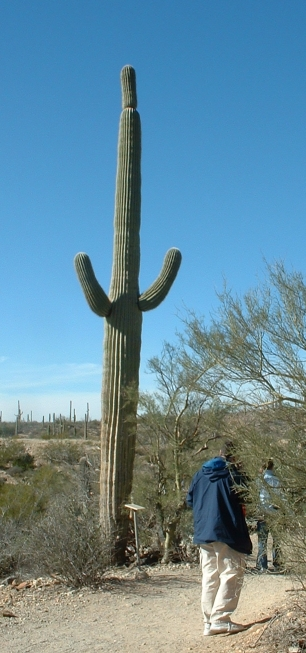
Saguaro

Planten die in het museum worden gehouden, zijn onder meer boomcactus (Pereskia grandifolia), Capsicum annuum var. glabriusculum, Cycas revoluta, Fouquieria columnaris, frederiksbloem (Asclepias currassavica), Jatropha cuneata, jojoba (Simmondsia chinensis), Mexicaanse palmvaren (Dioon edule), Eschscholzia californica subsp. mexicana, Opuntia ficus-indica, Passiflora arida, Passiflora bryonioides, Passiflora foetida var. gossypifolia, Passiflora mexicana, pauwenbloem (Caesalpinia pulcherrima), saguaro (Carnegiea gigantea) en Washingtonia filifera. Het museum is aangesloten bij Center for Plant Conservation, een netwerk van botanische instituten dat zich bezighoudt met de bescherming van de inheemse flora van de Verenigde Staten. Tevens is het museum aangesloten bij Botanic Gardens Conservation International, een wereldwijd netwerk van botanische tuinen dat zich richt op het behoud van de biodiversiteit van planten.
Naast de collectie van organismen zijn er nog mineralen, gesteenten en fossielen (waaronder die van Sonorasaurus) in de collectie aanwezig. Het museum heeft collecties van planten en delen van dieren opgeslagen ter referentie, onderzoek en educatie. Het museum beschikt over een museumbibliotheek met publicaties over woestijnecologie, met name van de Sonorawoestijn. De bibliotheek is toegankelijk voor leden, medewerkers en vrijwilligers. De collectie bestaat uit meer dan 6000 boeken, 83 tijdschriften en een grote hoeveelheid audiovisueel materiaal.
Het Art Instute is een kunstenaarsinstituut dat deel uitmaakt van het museum. Dit instituut organiseert cursussen in het in kunst weergeven van de natuur. Het is aangesloten bij de American Society of Botanical Artists, een vereniging die zich richt op de promotie van contemporaine botanische kunst.